# Éric Dufournet
Pour les articles homonymes, voir Dufournet.
Éric Dufournet, né le 2 mai 1969 à Annecy, est un footballeur français, actif de la fin des années 1980 au début des années 2000. Durant sa carrière, il évolue au poste de défenseur ou de milieu de terrain, d'abord avec son club formateur du FC Sochaux-Montbéliard, puis pendant dix ans au CS Louhans-Cuiseaux.

## Biographie
Né le 2 mai 1969 à Annecy, Éric Dufournet est formé au FC Sochaux-Montbéliard, club avec lequel il passe professionnel. Le 3 juin 1988, il dispute son premier match avec l'équipe première au stade de la Meinau contre le RC Strasbourg, à l'occasion de la seconde manche de la finale attribuant le titre de champion de France de deuxième division. Battus un but à zéro par l'équipe alsacienne, les Sochaliens entraînés par Silvester Takač échouent, Strasbourg marquant par l'intermédiaire de Frédéric Christen. Titulaire, Éric Dufournet joue l'intégralité de la rencontre.
Alors que Sochaux est promu en Division 1, Éric Dufournet intègre pleinement l'effectif professionnel. Il doit néanmoins attendre le 3 septembre 1988 et la dixième journée de championnat pour faire ses débuts à ce niveau, titularisé au stade Auguste-Bonal contre le FC Nantes de Didier Deschamps et Marcel Desailly. Sochaux s'incline un but à zéro. Capable d'évoluer en défense ou en position de milieu défensif, Éric Dufournet est concurrencé dans l'effectif sochalien par Benoît Tihy, Franck Silvestre et Faruk Hadžibegić à l'arrière, et par Philippe Lucas, Thierry Laurey et Jean-Christophe Thomas au milieu,,, et peine à obtenir du temps de jeu. En l'espace de trois saisons, il dispute ainsi 51 matches de championnat. Lors de l'exercice 1991-1992, son dernier avec son club formateur. Écarté durant plusieurs mois des terrains à cause d'une grave blessure, il ne dispute qu'une seule rencontre de compétition avec l'équipe première.
En 1992, Éric Dufournet quitte Sochaux et s'engage au CS Louhans-Cuiseaux, qui évolue dans une Division 2 composée de deux groupes de dix-huit équipes, mais qui doit être réduite en un seul groupe de vingt-deux équipes à l'issue de la saison. C'est dans ce contexte qu'Éric Dufournet gagne sa place de titulaire, disputant vingt-huit rencontres de championnat sur le côté gauche de la défense, mais aussi que Louhans-Cuiseaux descend en National 1, terminant douzième et premier relégable de son groupe. Malgré cela, Éric Dufournet poursuit sa carrière en Bourgogne, et y joue jusqu'en 2002, cumulant plus de 200 matchs de championnat. Durant cette période, Louhans-Cuiseaux est promu à deux reprises en Division 2, et redescend deux fois en National.
Après dix saisons passées à Louhans-Cuiseaux, Éric Dufournet quitte le football professionnel à l'âge de 33 ans, et continue sa carrière de joueur en CFA2, d'abord durant deux ans avec le FC chalonnais, puis pour une ultime saison avec l'ASM Belfort. À l'issue de sa carrière, il intègre l'association des anciens joueurs du FC Sochaux-Montbéliard.

## Statistiques
| Saison                | Club                   | Championnat           | Championnat | Championnat | Coupe nationale | Coupe nationale | Coupe de la Ligue | Coupe de la Ligue | Total | Total |
| Saison                | Club                   | Division              | M.          | B.          | M.              | B.              | M.                | B.                | M.    | B.    |
| 1987-1988             | FC Sochaux-Montbéliard | Division 2            | 1           | 0           | 0               | 0               | -                 | -                 | 1     | 0     |
| 1988-1989             | FC Sochaux-Montbéliard | Division 1            | 16          | 0           | 2               | 0               | -                 | -                 | 18    | 0     |
| 1989-1990             | FC Sochaux-Montbéliard | Division 1            | 14          | 0           | 1               | 0               | -                 | -                 | 15    | 0     |
| 1990-1991             | FC Sochaux-Montbéliard | Division 1            | 21          | 0           | 3               | 0               | -                 | -                 | 24    | 0     |
| 1991-1992             | FC Sochaux-Montbéliard | Division 1            | 1           | 0           | 0               | 0               | -                 | -                 | 1     | 0     |
| Sous-total            | Sous-total             | Sous-total            | 53          | 0           | 6               | 0               | -                 | -                 | 59    | 0     |
| 1992-1993             | CS Louhans-Cuiseaux    | Division 2            | 28          | 0           | 0               | 0               | -                 | -                 | 28    | 0     |
| 1993-1994             | CS Louhans-Cuiseaux    | National 1            | 25          | 1           | 0               | 0               | -                 | -                 | 25    | 1     |
| 1994-1995             | CS Louhans-Cuiseaux    | National 1            | 12          | 0           | 0               | 0               | -                 | -                 | 12    | 0     |
| 1995-1996             | CS Louhans-Cuiseaux    | Division 2            | 34          | 0           | 0               | 0               | 2                 | 0                 | 36    | 0     |
| 1996-1997             | CS Louhans-Cuiseaux    | Division 2            | 32          | 0           | 1               | 0               | 4                 | 0                 | 37    | 0     |
| 1997-1998             | CS Louhans-Cuiseaux    | Division 2            | 33          | 0           | 1               | 0               | 1                 | 0                 | 35    | 0     |
| 1998-1999             | CS Louhans-Cuiseaux    | National              | 24          | 0           | 4               | 0               | -                 | -                 | 28    | 0     |
| 1999-2000             | CS Louhans-Cuiseaux    | Division 2            | 23          | 0           | 2               | 0               | 0                 | 0                 | 25    | 0     |
| 2000-2001             | CS Louhans-Cuiseaux    | National              | 2           | 0           | 0               | 0               | -                 | -                 | 2     | 0     |
| 2001-2002             | CS Louhans-Cuiseaux    | National              | 5           | 0           | 2               | 0               | -                 | -                 | 7     | 0     |
| Sous-total            | Sous-total             | Sous-total            | 217         | 1           | 10              | 0               | 7                 | 0                 | 234   | 1     |
| Total sur la carrière | Total sur la carrière  | Total sur la carrière | 270         | 1           | 16              | 0               | 7                 | 0                 | 293   | 1     |

## Palmarès
Finaliste du championnat de France de deuxième division en 1988 pour son premier match professionnel avec le FC Sochaux-Montbéliard, Éric Dufournet obtient en 1999 le titre de champion de France de National avec le CS Louhans-Cuiseaux.